# 佐木島
佐木島（さぎしま）は、広島県三原市に属する芸予諸島の島。

## 行政
1889年（明治22年）4月1日に市町村制施行された際、広島県豊田郡鷺浦村を小佐木島とで構成していたが、1956年（昭和31年）9月30日に三原市に合併され、全島域が三原市鷺浦町となり現在に至る。

## 地理
芸予諸島を構成する島の一つで、三原市の南約3kmの海上に位置する。東に因島、南に生口島、南西には高根島と多くの島々に取り囲まれている。形は草鞋のような楕円形をしており、中央に大平山（たいへいざん）と狗山（いぬやま）の二つの尖った山が競い合っているのが特徴である。
戦後10年程の1955年（昭和30年）時点での人口は3,000人を超えていたが、現在は減少が続いている。
面積8.72km2、周囲18.2km。人口596人、世帯380戸、高齢化率71.08%。
行政区分は、全島域が三原市鷺浦町。以下、郵便番号順で住所を列挙する。
- 723-0021 須波 すなみ
- 723-0022 向田野浦 むこうたのうら

## 自然

### 山
- 狗山（いぬやま） - 250.6m。
- 大平山（たいへいざん） - 267.5mある。2016年（平成28年）に、しま山100選に選定された。

## 社会

### 学校
小学校
- 三原市立鷺浦小学校[6] - 以下の3校を統合し、1995年（平成7年）4月1日に創立、同月6日に開校。2010年4月1日に旧三原市立鷺浦中学校へ移転。
  - 三原市立鷺小学校 - 1876年（明治9年）創立、1995年3月31日閉校。
  - 三原市立須ノ上小学校 - 1875年創立、1995年3月31日閉校。
  - 三原市立向田小学校 - 1873年創立、1995年3月31日閉校。

中学校
- 三原市立鷺浦中学校 - 1947年（昭和22年）4月1日創立、2008年3月31日閉校。同年4月1日に三原市立第二中学校[7]に統合。

高等学校
- 広島県立本郷高等学校鷺浦分校 - 1948年創立、1965年閉校。

## 産業
産業は農業が中心で、殺生を嫌うという所以から漁業は根付かず、漁師のいない島といわれている。特産品は麓の段々畑で栽培されている、柑橘、メロン、スイカ、ワケギなどが挙げられる。

## 観光・文化

### 文化財

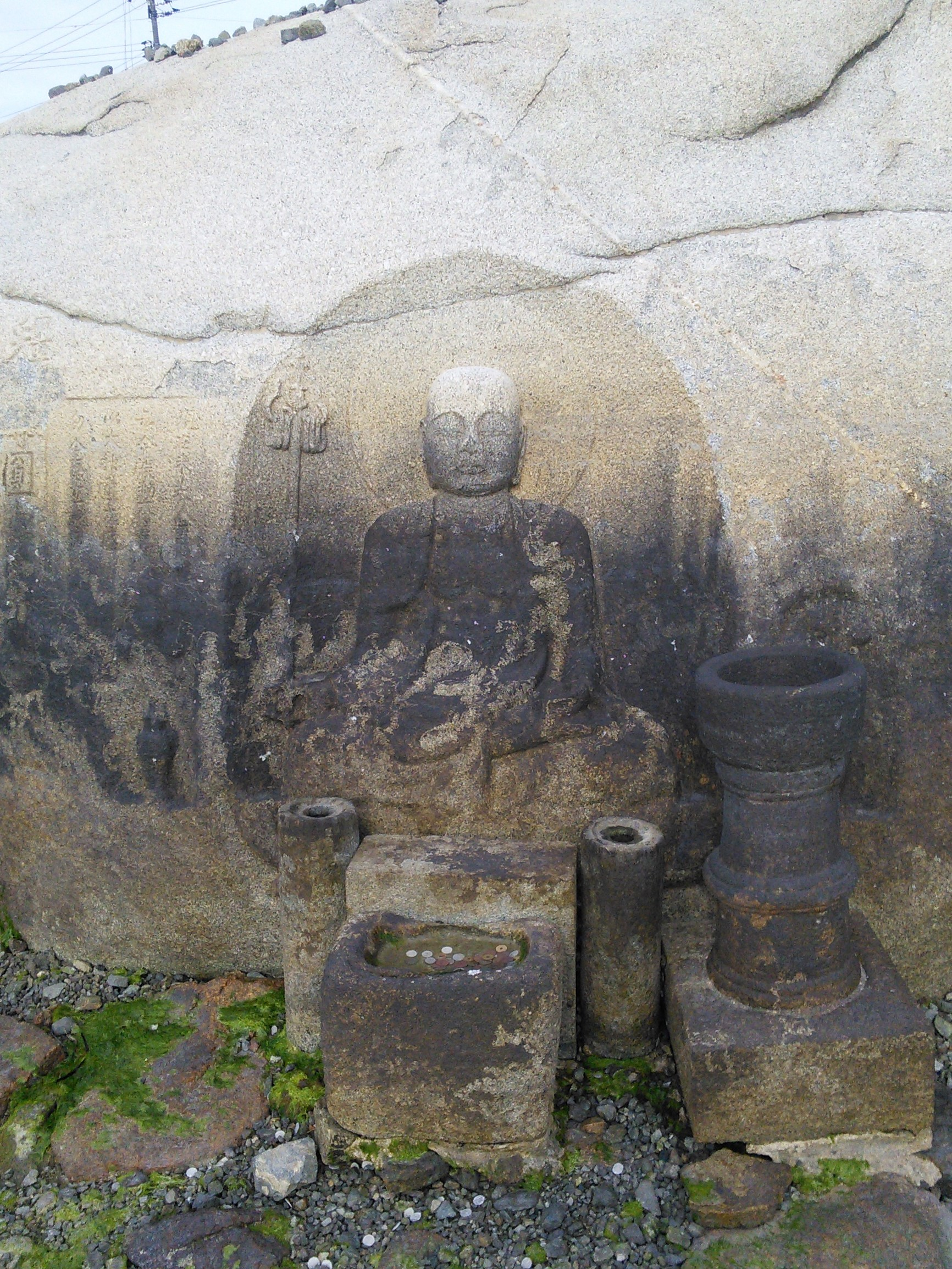
磨崖和霊石地蔵

県の重要文化財
- 磨崖和霊石地蔵[8][9] - 向田港横の海中に鎮座しており、満潮になると首まで浸かる地蔵。1300年（正安2年）に建造した。現代語訳で「お地蔵さんから東西南北各1町（約110ｍ）において殺生禁断の地とし、また、大神通力をもって人々があらゆる悪い境遇に落ちないようにお守りください」という文言が彫り込まれている[10]。
- 向田亀山八幡宮 - 1124年（天治元年）に京都石清水八幡宮の分霊が勧請された。紋は京都と同じ「左三つ巴」が使用されている。
- 寺山三十三観音 - 1786年（天明6年）に安置された三十三躰の観音地蔵。天明の大飢饉での被害を憂い、家内安全、五穀豊穣を祈願し安置された。

市の指定重要文化財
- 安楽寺山門 - 三原城内にあった浅野忠英邸の御成門を1877年（明治10年）に移築したもので、1573年〜1591年の築造とされる。

### 名所
- 塔の峰千本桜[11] - 小高い山の一面に1,400本以上の桜の木が植えられており、塔の峰を1周する道に桜色のトンネルができる。
- 佐木島灯台[12] - 2017年（平成29年）に、恋する灯台プロジェクトに認定された。
- 志呂谷花見園 道祖神の丘 - 婚姻、出産、子孫繁栄、長寿の神として信仰されており、石仏には寄贈した人名が彫られている。
- 大野浦海水浴場[13] - シャワー、トイレなどを完備し、一帯が「広島県大野浦自然海浜保全地区」に指定されている。
- 佐木島八十八ヶ所[14][15] - 大正（1912～1925年）の初め頃、四国八十八箇所巡りの代わりに日常的に巡礼できるよう、島内の八十八ヶ所にそれぞれお地蔵様（お大師さん）が設けられた。現在の佐木島八十八ヶ所は順番に石碑に番号が刻まれており、結婚式が各自宅で行われていた昭和30年代までは八十八ヶ所のお大師さん達を若い衆によって一時的に祝儀の家に運び入れてお祝いし、結婚式後に戻すという風習があった。 お大師さん参りは1月第3日曜日と5月3日に行われ、お菓子や食事などがふるまわれている。

### 作品・ロケ地
映画
- 裸の島（1960年11月23日、近代映画協会製作）
- 三文役者（2000年12月2日、アリゴス・フィルム / オセアニック製作）

ドラマ
- 夏の王様（2001年11月20日、NHK広島放送局製作）

### 祭り・イベント
- さぎしま新春ロードレース大会 - 毎年1月2日に須ノ上地区で開催されている。
- 三原やっさ祭り
- 盆踊り - 各地区で実施している。
- トライアスロンさぎしま大会[16] - 島の活性化を目的として、1990年9月9日に始まった。以後毎年8月に開催されている。スイム1.5km（向田海水浴場）、バイク42km（島4周）、ラン10km（島1周）で実施。天候の悪化が予想される場合はスイムを取りやめ、デュアスロンとして実施する場合がある。国内外より400人近くの選手とその家族を迎え、島の人の多くがボランティアで大会をサポートしている。本大会のスタッフの不足、ボランティアの高齢化などの所以で、2024年（令和6年）8月18日に開催する第33回大会をもって終了することが決定した[17]。これにより34年[注釈 3]の歴史に幕を閉じることとなった。
- 秋例大祭（神輿、だんじり）- 各地区で実施している。

## 交通

### 道路
一般県道
- 広島県道361号佐木島線

### 航路
島に鷺港、須ノ上港、向田港があり、三原市、尾道市因島、生口島、愛媛県上島町生名島との間に定期航路がある。架橋の要望があり、さぎしま架橋促進委員が結成されているが、実現には至っていない。複数の三原市議から議会で、尾道市生口島から三原市佐木島への農道橋架橋の要望、広島県および国への請願がされている。
高速船、フェリーともに同グループ企業である。運輸局の規制上限付近まで値上げをした。
- 三原港 - 鷺港（佐木島） - 重井港（因島） - 因島モール桟橋[28]（因島） - 土生港（因島） - 立石港（生名島）：土生商船 / 高速船
- 須波港 - 向田港（佐木島） - 沢港（生口島）：弓場汽船 / フェリー
- 瀬戸田港（生口島） - 沢港（生口島） - 須ノ上港（佐木島） - 重井東港（因島） - 尾道新浜 - 尾道駅前桟橋：瀬戸内クルージング / 快速船
- 三原港 - 小佐木港（小佐木島） - 向田港（佐木島） - 沢港（生口島） - 瀬戸田港（生口島）：マルト汽船 / 旅客船

廃止航路
- 瀬戸田港（生口島） - 向田港（佐木島）[29]：岩城汽船 / フェリー

1975年（昭和50年）9月運航開始、1987年3月廃止。
- 三原港 - 向田港（佐木島）：三原海陸運輸 / カーフェリー

佐木島内の会社が経営していたカーフェリーであったが、人口減と島外の競合他社のカーフェリーの島への航路と需要が重複したことや、船員の高齢化の影響もあり、破産手続きをし廃業した。
1963年頃運航開始、2016年（平成28年）8月1日廃止。
- 三原港 - 鷺港（佐木島） - 重井港（因島）：土生商船 / フェリー

1965年8月運航開始、2021年（令和3年）5月1日廃止。

## 出身者
- 池田敬子 - 元女子体操競技選手
- 田中信一 - 元広島県議会議員 池田敬子の実兄[34]
- 白須均 - 元三原市議会議長[35]
- 白須敏朗 - 元農林水産省事務次官[36]